# 아메리고 베스푸치
아메리고 베스푸치(이탈리아어: Amerigo Vespucci, 1454년 3월 9일 ~ 1512년 2월 22일)는 이탈리아의 탐험가이다. 현재의 북미와 남미 대륙을 지칭하는 '아메리카(America)'라는 지명은 아메리고 베스푸치의 이름에서 유래하였다는 설이 있다. 그는 1497년에서 1504년까지 3차례에 걸친 탐험을 통해서 현재의 브라질을 지나 남미지역까지 살펴본 것으로 알려져 있다. 이때 인도가 아니라 '신대륙'이라는 판단을 하게 되었고 귀국후 1503년에 《신대륙(Mundus Novus)》이라는 지리서를 출판하며 이런 사실을 알렸다.

## 생애
공증인 나스타조의 아들로 태어난 아메리고 베스푸치는 어릴 때 그의 삼촌인 조르지오 안토니오로부터 인문주의 교육을 받았다. 1479년 이탈리아의 메디치가(家)와 관계를 맺고 메디치의 은행에서 근무하기도 했다. 1491년 말엽에 스페인 세비야에 파견되었는데, 당시 세비야에는 메디치 가문이 운영하는 사업이 있었다. 거기서 세비야의 주오나토 베라르디 상사에 들어갔는데, 이 상사는 콜럼버스가 1차·2차 신대륙 항해를 준비한 곳이다.
1497~98년에 항해에 참여하여 첫 번째 탐험을 하였다. 이어 두 번째 항해 때에는 아마존 강 하구를 지나 산토아고스틴오까지 탐험했다. 1500년 말경부터는 포르투갈의 지원을 받게 되었으며 1502년 1월 탐험대는 리우데자네이루 만과 리오데라플라타까지 항해했다. 
탐험후 그는 콜럼버스와는 달리 이곳이 '신대륙' 일 수 있다고 판단했고, 귀국하여 《신대륙(Mundus Novus)》이라는 지리서를 1503년에 출판하며 이런 사실을 알렸다. 또한 1505년경에 발간한 서한집에서도 이런 주장을 거듭 피력했다.
독일의 지도 제작자였던 발트제뮐러는 1507년에 《세계지리 입문(Cosmographiae Introductio)》를 출판하며 아메리고의 의견을 반영하고 그의 이름을 따서 대륙의 명칭을 '아메리카'라 명명했다. 다음은 발트제뮐러가 직접 밝힌 것으로써, 그가 '아메리카'라는 명칭을 사용하게 된 이유다.
| “ | 오늘날 지구의 여러 부분(구대륙)은 광범위하게 탐험되었는데, 그 중 새로운 대륙은 아메리고 베스푸치가 발견했다. 유럽과 아시아, 아프리카라는 명칭이 여자 이름에서 유래했음을 고려해볼 때, 내가 이 네 번째 대륙의 발견자인 아메리고(Amerigo)의 이름을 따서 '아메리고의 땅', 즉 '아메리게(Amerige)' 또는 '아메리카(America)'라고 부르는 데 대해 그 누구도 반대하지 못할 것이다. | ” |

신대륙임을 처음으로 밝혀낸 아메리고 베스푸치를 기념하기 위한 것이었다.  '아메리고(Amerigo)'가 아니라 '아메리카(America)'로 한 것은, 유럽(Europa), 아시아(Asia), 아프리카(Africa) 등 모든 대륙의 명칭이 '-a'로 끝나는 여성형이었기 때문이다. 발트제뮐러는 '아메리카'를 남미대륙에만 국한해서 사용했으나 메르카토르는 1538년에 발간한 《세계전도》에서 북미와 남미 모두를 지칭하여 '아메리카'로 표기했다. 이후 이것이 굳어져 '아메리카'라고 불리게 되었다.
세비야에서 말라리아로 사망하였다.